# Columna de Juliol

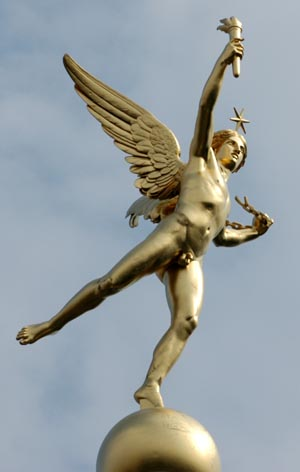
El Geni de la Llibertat

La Columna de Juliol (Colonne de Juillet) és una columna de 46,3m elevada sobre la plaça de la Bastilla a París, en commemoració de la Revolució de 1830. Aquestes tres jornades de la revolució de juliol de 1830 van dirigir la caiguda de Carles X de França i de la monarquia absolutista, i la instauració de la monarquia constitucional, amb el regnat de Lluís Felip I, duc d'Orleans, fet rei dels francesos (monarquia de Juliol).
No és doncs erigida en commemoració dels esdeveniments revolucionaris de 1789 (presa de la Bastilla) com alguns pensen.
Sobre una placa, a la part baixa de la columna, hi ha escrit:
«A la glòria dels ciutadans francesos que es van armar i van combatre per a la defensa llibertats públiques en les memorables jornades dels 27, 28, 29 juliol de 1830».
El tronc de bronze de la columna porta gravats els noms de les 504 víctimes de les jornades revolucionàries de juliol.
D'ençà 1792, es considerava l'erecció d'un monument a l'emplaçament de la Bastilla destruïda. El monument finalment escollit quaranta anys més tard, inspirat per la columna de Trajà de Roma, va ser tècnicament concebut per l'arquitecte Jean-Antoine Alavoine de resultes de la decisió de Lluís Felip I el 1833, i va ser construït i decorat el 1839 per l'arquitecte Louis Duc; fou inaugurat el 1840.
La columna de Juliol descansa sobre un pedestal circular en marbre blanc. Aquest sòcol té la forma de la bassa circular que havia estat realitzada sota el Primer Imperi per tal d'acollir una font amb una escultura d'elefant al centre. Una maqueta en guix a escala va ser instal·lada però l'escultura definitiva mai no va ser realitzada, per manca de crèdits per raó de les guerres. Victor Hugo evoca aquesta maqueta a Els miserables.
El cim de la columna està guarnit amb una escultura en bronze daurat d'Auguste Dumont: el Geni de la Llibertat.
Als fonaments van ser condicionats els panteons funeraris destinats a protegir les despulles de les 504 víctimes de les jornades revolucionàries de 1830. Veritable ossari, el subsòl de la columna va rebre també prop de 200 cossos de la Revolució de 1848.